# Beth-El
Beth-El (en hebreu: בית הכנסת בית אל בקזבלנקה) és una sinagoga jueva en la ciutat de Casablanca, al Marroc. Beth-El és la peça central d'una comunitat jueva que una vegada va ser vibrant. Els seus vitralls i els altres elements artístics atrauen els turistes cap aquesta sinagoga. El temple va ser completament renovat en 1997.